# تری کاپلی
تری کاپلی (انگلیسی: Teri Copley؛ زادهٔ ۱۰ مهٔ ۱۹۶۱) یک هنرپیشه و مدل اهل ایالات متحده آمریکا است.
او بازیگر فیلم‌هایی همچون اهداکنندگان مغز بوده است.